# Maria Baxa
Maria Baxa ou María Baxa (serbe en écriture cyrillique : Марија Бакса, parfois Maria Teresa Baxa), née à  Osijek (Yougoslavie) le 15 avril 1946, et morte le 14 novembre 2019 à Belgrade (Serbie), est une actrice italo-serbe principalement active de 1967 à 1988 dans le cinéma italien.

## Biographie
Née à Osijek, Maria Baxa fait ses débuts au cinéma dans Bokseri udi u raj de Brana Celovic, puis part pour l'Italie où elle devient populaire dans le cinéma de genre italien, en particulier dans le giallo et la comédie érotique italienne. À la fin des années 1980, Maria Baxa quitte le monde du spectacle pour devenir architecte.
Elle décède le 14 novembre 2019.

## Filmographie

### Cinéma
- 1967 : Bokseri idu u raj de Branko Celovic : Eva
- 1971 : Le Belve de Giovanni Grimaldi : l'épouse
- 1972 : Boccace raconte de Bruno Corbucci : Tebalda
- 1972 : La Terreur qui louche (Il terrore con gli occhi storti) de Steno : Margaretha
- 1972 : La Vengeance du Sicilien (Torino nera) de Carlo Lizzani : Nascarella
- 1972 : Cosa Nostra de Terence Young : Donna
- 1972 : Il prode Anselmo e il suo scudiero de Bruno Corbucci : Fiametta
- 1976 : Spogliamoci così, senza pudor... de Sergio Martino, segment Il detective : Maria, la femme d'Aldo
- 1977 : Per amore di Poppea de Mariano Laurenti : Poppea
- 1978 : Gegè Bellavita de Pasquale Festa Campanile : Signora Sciscioni
- 1978 : Candido erotico de Claudio De Molinis : Véronique/ Une épouse
- 1978 : Incontri molto... ravvicinati del quarto tipo de Mario Gariazzo et Gianfranco Baldanello : Emmanuelle
- 1979 : Belli e Brutti ridono tutti de Domenico Paolella : la femme du directeur
- 1979 : Le Justicier au gardénia (Gardenia, il giustiziere della mala) de Domenico Paolella : la fille au gardénia
- 1982 : Kiklop d'Antun Vrdoljak : Vivijana
- 1984 : Davitelj protiv davitelja de Slobodan Sijan : Natalija

### Télévision
- 1973 : Obraz uz obraz (série télévisée) : Marija
- 1983 : Kiklop (série télévisée) : Vivijana